# الکساندر منکوف
الکساندر منکوف (روسی: Александр Александрович Меньков؛ زادهٔ ۷ دسامبر ۱۹۹۰) ورزشکار دو و میدانی اهل روسیه است.
وی در مسابقات کشوری و بین‌المللی در مجموع برندهٔ ۴ مدال طلا، ۱ مدال نقره و ۱ مدال برنز شده‌است.